# 山地风毛菊
山地风毛菊（学名：Saussurea montana）为菊科风毛菊属的植物，是中国的特有植物。分布在中国大陆的四川、云南等地，生长于海拔3,657米的地区，多生长在石质牧场、石灰岩峭壁突出部和荒地，目前尚未由人工引种栽培。